# Runaway 3: A Twist of Fate
Runaway 3: A Twist of Fate, título en español Runaway 3: Un Giro del Destino, es una aventura gráfica de tipo "señalar y clickear". Su desarrollador es el estudio madrileño Péndulo Studios. Es la secuela de Runaway 2: El Sueño de la Tortuga.
El videojuego sigue la larga tradición de las aventuras gráficas en 2 dimensiones, aunque sólo los fondos son en 2D ya que los personajes están creados en 3D renderizados con la técnica cel-shading.
A pesar de ser un videojuego desarrollado por un estudio español, siguió la estela de su predecesor, y fue comercializado mucho antes en otros países como Francia y Alemania.
En España el lanzamiento del juego se realizó el 25 de marzo de 2010. La distribuidora es Digital Bros.

## Historia
El juego comienza en el cementerio donde se celebra el funeral de Brian, Gina devastada por su pérdida. Después de que el funeral ha terminado, Gina recibe un mensaje de Brian, que dice que estaba atrapado en la tumba y le pide sacar de ahí, también avisa que no salga del cementerio porque hay dos gánsteres esperando para matarlo. Gina, con la ayuda del médium Agatha, del responsable Luane, y sus estrategias, consigue liberarlo de la tumba, pero desde un punto subterráneo de una cripta cercana a ella. Dentro de la tumba resulta que en realidad hay un amigo de Brian, Gabbo. Los dos salir del cementerio y escapar de los dos gánsteres que han estado vigilando a Gina.
Después de su huida, van a un bar, y Gabbo le dice a Gina de la difícil vida de Brian en el manicomio, y un paciente del lugar llamado Kurgan le hizo sufrir. El capítulo comienza como un flashback en la parte media de su historia: Gabbo, quien estaba en el manicomio, le dice a Brian de su plan de vuelo que lo deje escapar, pero Kurgan lo siente todo y en su lugar se va a escapar. Brian no gana para ella, y con la ayuda de otros pacientes, los doctores, incluyendo el Dr. Palmer y otras personas en el asilo, tienen éxito en resolver una parte del plan. El capítulo termina cuando Brian llega a la empresa central del manicomio, y lo encuentra muerto, Brian erróneamente lanza su cabeza en un horno.
Al día siguiente, Gina y Gabbo van a una casa enclavada en el bosque, reuniéndose con los doctores y el psicólogo Ian C. Bennett. El doctor le explica a Gina que no quería arrestarlo, pero Brian escuchó una conversación telefónica en la que fue acusado de un loco llamado Jakob Kurgan, pensó que quería acusarlo de asesinato. Así que confirma que Brian es inocente, pero eso no es suficiente. Bennett también explica que la casa era del teniente y el coronel Jerome D. Chapman, el brazo derecho de Kordsmeier, un testigo que pudo haber escapado de Brian, que había sido asesinado. El doctor afirma que ella no era un suicidio sino un asesinato cometido por aquellos que querían incriminar a Brian. Gina tendrá que mirar dentro y fuera de la casa del coronel, pero también con la ayuda de Bennett primero en y luego por teléfono (como él va al sheriff para encontrar su cooperación), pistas. Gina finalmente descubre la verdad y reconstruye todo el asesinato con el Dr. Bennett, viniendo a descubrir que el asesino era Andrea Hickock, nombre en clave: Tarántula. Apenas en el clímax, uno de los dos gánsteres mata a Bennett, pero Gabbo escondiendo una ráfaga de explosivos debajo del puente de madera, saltando para evitar que los persiga, y así que son capaces de escapar otra vez.
El capítulo reanuda a partir de la última vez que Brian dejó pendiente. Brian vuelve de Gabbo, diciéndole que él y Kurgan tienen la misma altura y tamaño, y que la única manera de escapar es tratar de intercambiar el cuerpo de Kurgan para Brian, secándose los hombros, cortando las uñas, dibujo en el mismo punto (el fondo) el tatuaje de Brian , intercambiar su expediente médico con Brian en el estudio del Dr. Bennett, y no hacer los otros sospechosos sobre la desaparición de la cabeza. Pero debe darse prisa, sólo tiene hasta la medianoche. Brian, acaba de terminar, es sorprendido por el Dr. Palmer, que inyecta un anestésico Neuroshockine. Brian habla después de este problema con un paciente llamado Mickey, quien explica que sus efectos causan excitación que lleva al individuo a los ataques violentos, y que la única manera de curar es aplicar fuertes descargas eléctricas en la parte posterior del cuello. Brian para esta tarea es ayudado por Gabbo. Todo está listo: Brian finalmente logra escapar del manicomio.
Brian, que logró escapar, regresa a Nueva York y trata de infiltrarse en la casa del Dr. Bennett para tratar de encontrar y recuperar sus sesiones terapéuticas, al subir las escaleras es golpeado en la cara por un extraño. Pero en ese momento Gina llega con la jueza de ese juicio, que muestra en la casa del doctor la película de las sesiones terapéuticas de Brian. Brian, en esa película, cuenta toda su historia en ese momento durante lo ocurrido en la Isla Mala. Durante la visión, el grupo es atacado por el Dr. Palmer, que en realidad es Tarántula, y que esos dos gánsteres son su tiranía: Wasabi y Fatzilla. Ella trata de chantajear a la jueza, pero mientras tanto Gina, que había sido capturado, fue capaz de deshacerse de y trató de lanzar una señal de ayuda mediante el lanzamiento de un cubo de jugo con una bufanda llamada  "llamar a la policía ", pero siendo descubierto y capturado de nuevo por Wasabi.
Afortunadamente antes de su captura, Gina tiene éxito en el lanzamiento de la cubeta que se vuelca y despierta a Brian, que trata de aclarar el asunto con el extranjero, que resulta ser un guionista de cine llamado Tom Finnegan. Brian encuentra una historia adecuada para su nueva película, es, una parte de su primera aventura. El escritor tiene gusto de él tanto que él desea ponerlo en práctica con diversos nombres en los meses que vienen. Brian, después de hablar con Tom, se las arregla para entrar en la casa de Bennett a través de la azotea del edificio delante de él con una pata cortada de la estatua de pollo de oro, y luego, viniendo desde la ventana, encuentra a Gina. Los dos planean su plan final para engañar a Tarántula: Gina siente que un comprador para trantonite, un mafioso italiano llamado Furio, llegará a las 3 a. m. para entregarles los $10 millones. Gina le dice a Brian, y él decide jugar por adelantado, y encuentra a un voluntario, (disfrazarse de Furio) un ex-actor llamado Jonás. Para hacer esto, Brian consigue un disfraz y un guion para Jonás escrito por Tom, dinero falso en algunas cajas y una máscara de gas para Gina. El plan finalmente funcionó: Tarántula y sus dos pistoleros son arrestados y la jueza exonera a Brian. En la conclusión, el verdadero Furio llega entregando a Brian y Gina disfrazados de Wasabi y Tarántula, respectivamente, los $10 millones de dólares y les dan el falso trantonite, que será entregado a los Sandretti pero se descubren y se las arreglan para escapar con el $10 millones.a través del balcón.

## Personajes

### Brian Basco (jugable)
Es el protagonista de la saga. Su papel en este juego no está tan destacado como en las anteriores entregas, debido a la inclusión de Gina como personaje jugable.

### Gina Timmins (jugable)
Es la coprotagonista de la saga. Su papel en esta entrega es más destacado que en anteriores entregas, debido a que ahora es un personaje jugable.
De hecho, ella es el primer personaje en ser controlado en esta entrega..
Su voz es la de Conchi López.

### Ian C. Bennett
Es el psicólogo de Brian en el Happy Dale Hospital. En un principio, el Dr. Bennett no creía la versión de los hechos de Brian, pero tras algunas sesiones de hipnosis, empezó a creer en su inocencia. 
- Tarantula
- Loretta Palmer
- Kordsmeier (jugable)
- Chapman
- Zacariah O'Connor
- Fatzilla
- Tom Finnegan
- Agatha
- Luanne
- Ernie A. Parsley
- Chuck
- Gabriel "Gabbo" Spiegelman
- Marcelo Montez
- Jacob Z.Kurgan
- Mr. Nice
- Sr. Hollister
- Quickle
- Ozzy Jr. Sparro